# Nagysink község
Nagysink község (románul: Comuna Cincu) község Romániában, Brassó megye nyugati határán. 1968-ban hozták létre; központja Nagysink, beosztott falva Kisprázsmár.

## Fekvése
Brassó megye nyugati határán helyezkedik el, dombos vidéken. Szomszédai nyugatra és északra Szeben megye, keletre Sáros község, délre Voila község. A községközpont távolsága a megyeszékhely Brassótól 88 (légvonalban 68) kilométer.
Területe 11 701 hektár, tengerszint fölötti magassága 400–650 méter. Az Olt és a Hortobágy vízgyűjtő területén fekszik, több patak szeli át. Éghajlata mérsékelt szárazföldi, átmenetet képez a zordabb Olt-környéki és az enyhébb küküllőmenti klíma között. Az éves átlaghőmérséklet 8,8 ºC, a csapadék 600-650 mm, uralkodó szélirány az északnyugati. Talaja savas, növényzete és faunája változatos.

## Népessége
1850-től a községet alkotó falvak népessége az alábbiak szerint alakult:
| Lakosok száma | 3724 | 3464 | 3423 | 3049 | 3233 | 2965 | 2824 | 1866 | 1836 | 1681 |
|               | 1850 | 1890 | 1900 | 1920 | 1930 | 1956 | 1966 | 1992 | 2002 | 2021 |

A 2011-es népszámlálás adatai alapján a község népessége 1587 fő volt, melyből 1256 vallotta magát románnak, 172 cigánynak, 54 magyarnak, 53 németnek. Vallási hovatartozás szempontjából 1400 ortodox, 73 evangélikus, 23 katolikus, 13 adventista, 11 református. A 21. század elején a községet az elöregedés jellemzi.

## Története
Nagysinket Rajna-vidéki németek alapították a 12. században, és az úgynevezett Altland (régi ország) része volt. Később Nagysinkszéknek, az erdélyi szászok egyik legrégebbi közigazgatási egységének székhelye lett. Első okleveles említése 1329-ből származik. Erődtemploma a 13. században épült román stílusban. A középkortól a 19. századig fallal körülvett, vásártartó város volt, és Nagysinkszék központja.
Kisprázsmár az úgynevezett Kampestwänkel (káposztasarok) vidéken van, amely híres volt zöldségterméséről. A 12–13. század során települt, templomának építése a stílusjegyek alapján a 13. század elejére tehető.
Szász telepítésű falvak, a németek a 20. század elejéig többségben voltak, majd fokozatosan kivándoroltak. A 20. században a község északi részén lőteret hoztak létre (Poligonul Cincu), 2007-ben pedig harckiképző központtá nyilvánították, ahol hazai és külföldi erők gyakorlatoznak.

## Nevezetességei
- A nagysinki erődtemplom a 13. század elején épült a falu központjában álló magaslaton, 65 méter magas harangtornyával uralva a település látképét. Eredetileg román stílusú, háromhajós, kéttornyos bazilika volt, de a későbbi átépítések megváltoztatták szerkezetét; mai kinézetét a 19. század elején nyerte el. Kettős várfalából csak néhány alacsony szakasz maradt fenn, őrtornyai, bástyái elpusztultak (a régi városházává átalakított bástya kivételével). A templomépületet a 21. században felújították.[7][11]
- A kisprázsmári erődtemplom szintén a 13. század elején épült, kerítőfalát és védőtornyait szintén elvesztette. A 21. század elején elhanyagolt állapotban van.[9][12]
- Nagysinki falumúzeum.[4]